# Atlantic Hotel Sail City

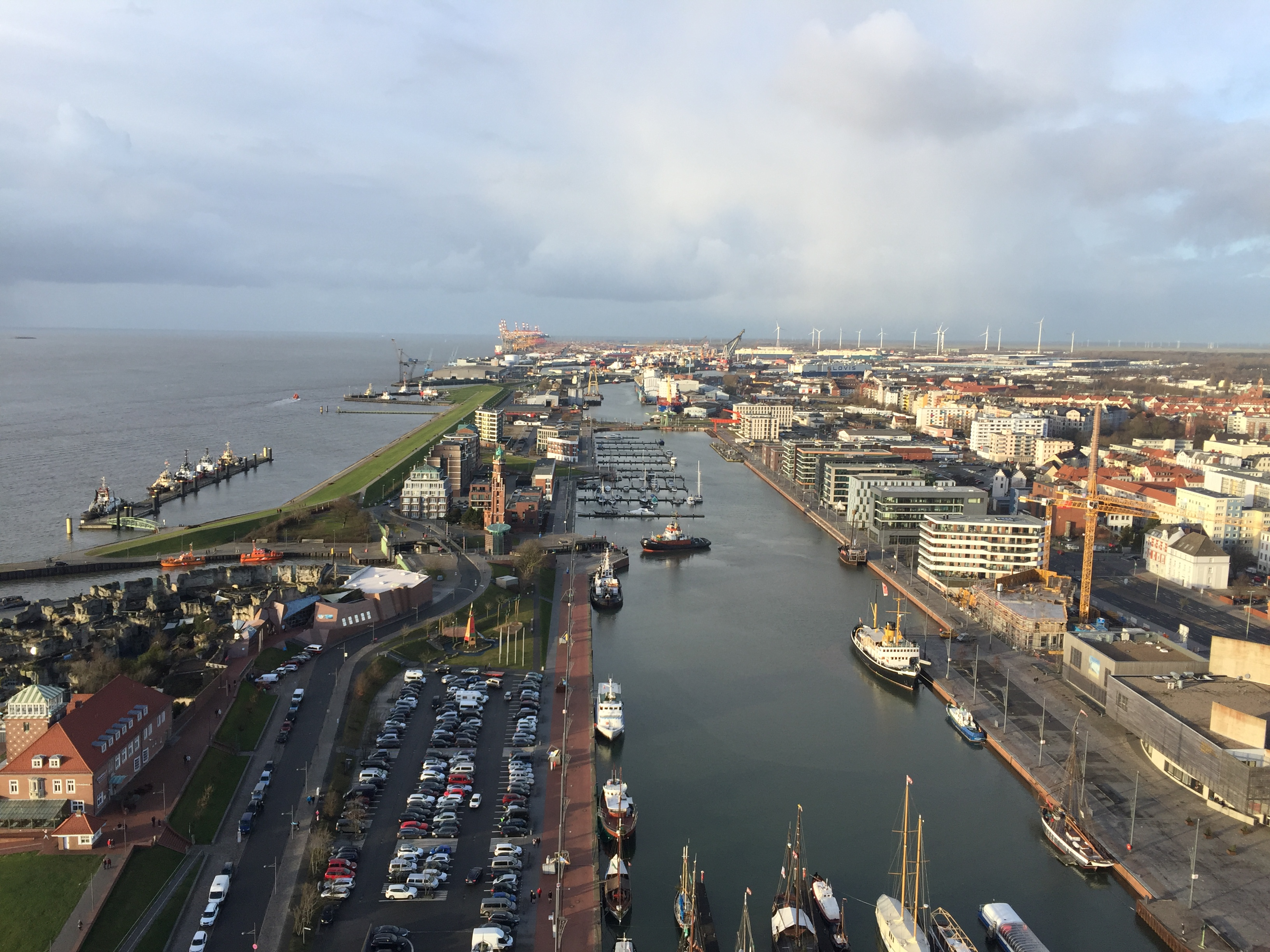
Aufnahme von der Aussichtsplattform des Atlantic Hotel Sail City mit Blick auf den Neuen Hafen

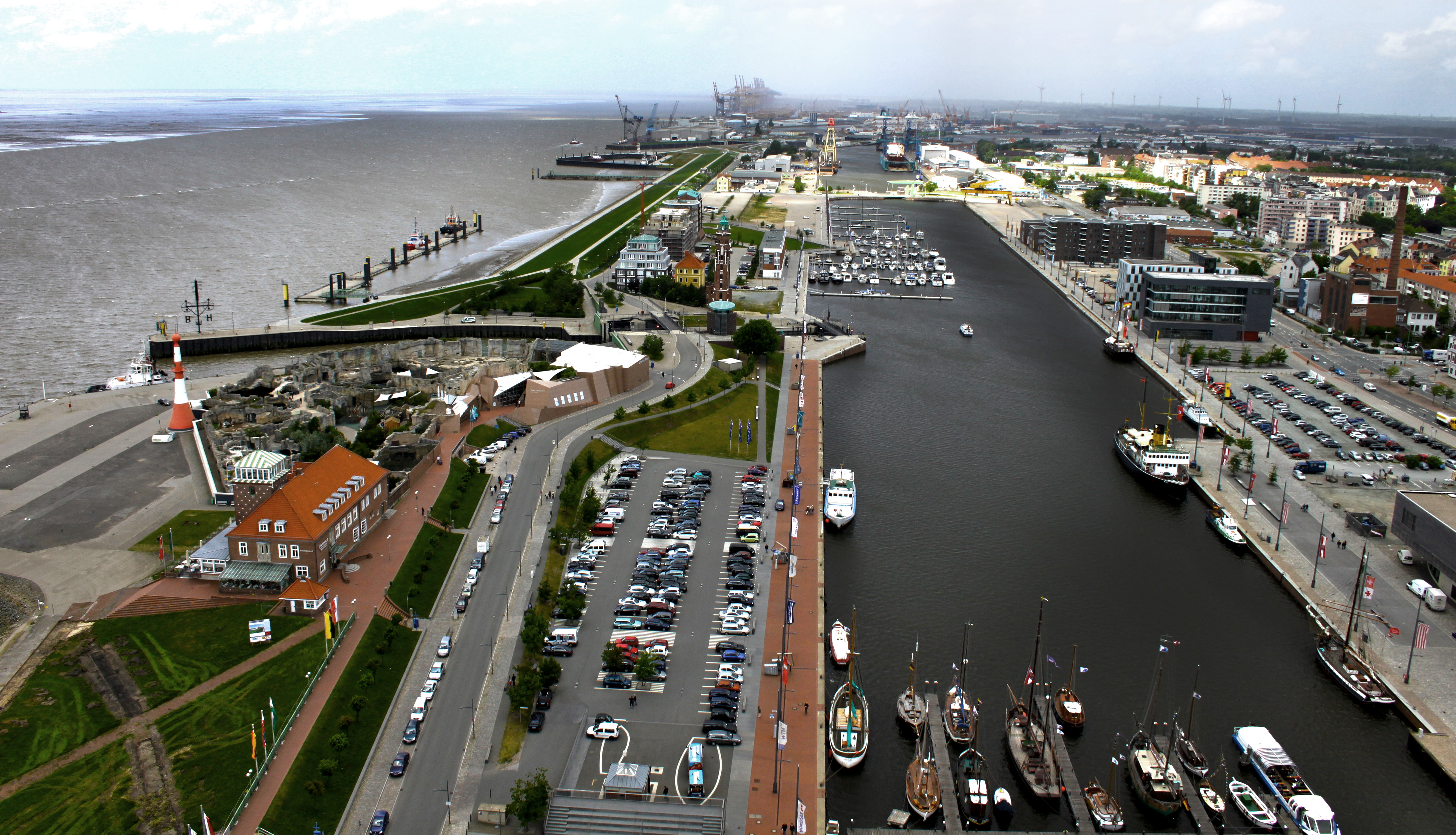
Blick von der oberen Aussichtsplattform über den Neuen Hafen

Atlantic Hotel Sail City  ist der Name eines Hochhauses am Weserdeich in Bremerhaven. Das Gebäude gehört der Städtischen Grundstücksgesellschaft Alter Hafen mbH. Das vom Bremer Architekturbüro Klumpp Architekten segelförmig entworfene Gebäude hat eine Gesamthöhe von 147 Metern und 23 Etagen (ohne Spitze 86 Meter). Es ist damit das höchste zugängliche Gebäude im Lande Bremen.
Es entstand in den Jahren 2006 bis 2008 im Gebiet Alter Hafen/Neuer Hafen neben dem Klimahaus Bremerhaven, dem Deutschen Auswandererhaus, einem Shopping Center und dem Deutschen Schifffahrtsmuseum und soll als Teil der Havenwelten den Tourismus in der Stadt ankurbeln. Bauausführend war Zech Bau.
Das eigentliche Atlantic Hotel Sail City (Eigenschreibweise ATLANTIC Hotel Sail City) ist ein Vier-Sterne-Hotel, das der Hotelkooperation Atlantic Hotels, Teil der Zech Group, angehört. Es befindet sich in den unteren 8 Etagen des Gebäudes, verfügt über ein Restaurant im Erdgeschoss, 120 Zimmereinheiten sowie Veranstaltungsräume mit Panoramablick in der 19. Etage: die Captains Lounge. Tagungsräume für insgesamt 1.000 Teilnehmer befinden sich im angeschlossenen Conference Center.
Die Etagen 9 bis 17 sind als Büro- und Praxisflächen vermietet, Ankermieter ist hier bremenports. Die 18. Etage wird von der Gebäudetechnik beansprucht. Die auch von außen zugängliche, eintrittspflichtige Aussichtsplattform befindet sich in der 20. Etage in 77 Metern Höhe. Von dort gelangt man über Treppen zu einer zweiten, 86 Meter hoch gelegenen Aussichtsplattform.
Unter dem Atlantic Hotel Sail City sowie dem benachbarten Klimahaus und Shopping Center erstreckt sich das von der Stäpark betriebene Parkhaus Havenwelten mit 1.000 Stellplätzen.